# Michaela Staňková
Michaela „Miška“ Staňková (* 12. Juni 1988) ist eine slowakische Basketballspielerin, die gegenwärtig für den Barmer TV in der deutschen 2. Basketball-Bundesliga Gruppe Nord der Frauen antritt.
Staňková war als Profi-Spielerin 2012/2013 für den slowakischen Extraligisten Piešťanské Čajky in Piešťany im Einsatz. In der Saison 2013/14 bestritt sie unter anderem vier Partien in der Middle European League, bevor sie im Dezember 2013 nach Wuppertal zum früheren Deutschen Meister Barmer TV wechselte, um wieder mit ihrem Lebensgefährten Bohumil Ondraška zusammen zu leben. Ondraška war bereits früher ins Bergische Land gewechselt und spielt für die Sportgemeinschaft SGW Schwimmclub Solingen Wasserfreunde Wuppertal in der 2. Deutschen Wasserball-Liga.
Die 1,73 m große Staňková besetzt die Positionen Shooting Guard oder Point Guard im Aufbauspiel. Im ersten Spiel der Saison 2015/2016 gegen BG Göttingen zog sie sich allerdings eine schwere Verletzung zu, die sich u. a. als Kreuzbandriss erwies, als ihr bei einem unglücklichen Aufkommen die Kniescheibe heraussprang.